# ETA Systems
ETA Systems — компания по производству суперкомпьютеров, которая была создана как самостоятельное подразделение компании Control Data Corporation (CDC) в августе 1983 года. Цель компании была создать к 1986 году суперкомпьютеры с вычислительной мощностью до 10 Гфлопс и составить конкуренцию главному производителю суперкомпьютеров — Cray Research. CDC владела 60 % акций ETA и вложила 4 миллиона долларов в предприятие с намерением оставить в собственности CDC 20 % акций, 20 % отдать работникам ETA, а оставшиеся 60 % вывести на рынок акций.
Компанию возглавили сотрудники CDC, которые были её главными специалистами в области суперкомпьютеров: Tony Vacca — главный технолог, Daly Handy — главный инженер, Neil Lincoln — главный архитектор. 1987 году всего за четыре года компания успешно спроектировала и построила многопроцессорный суперкомпьютер ETA-10, но из-за ошибок в менеджменте постоянно работала с убытками.
В конце концов менеджмент CDC решил прекратить эксперимент и закрыл компанию в апреле 1989 года.
ETA Systems была последней попыткой компании CDC вернуть себе пальму первенства в индустрии суперкомпьютеров, которую у неё отобрала компания Cray Research. После неудачи с ETA Systems Control Data Corporation прекратила выпуск суперкомпьютерных систем. Три года спустя — в 1992 году — CDC сама разделилась на две компании и прекратила своё существование.